# Леонский, Эдвард
Эдвард Джозеф Леонски (англ. Edward Joseph Leonski; 12 декабря 1917 — 9 ноября 1942) — американский солдат и австралийский серийный убийца, также известный как «Браунлудский душитель», действовавший в городе Мельбурн и виновный в убийстве трех женщин в мае 1942 года.

## Ранняя жизнь
Эдвард Джозеф «Эдди» Леонский родился 12 декабря 1917 года в городке Кенвилл, штат Нью-Джерси, США. Родители Эдди были еврейскими эмигрантами из Российской империи. Отец Джон Леонский работал чернорабочим на местной фабрике, мать Амелия Леонский (урождённая Харковиц) была домохозяйкой. Кроме него, в семье было ещё двое детей.
Семья, в которой рос будущий убийца, была неблагополучной. Оба родителя Эдварда страдали от алкоголизма, часто избивали и наказывали своих детей. Мать Леонского пыталась контролировать каждый его шаг и наказывала его за малейшие провинности. В результате, как считают психиатры, у Эдварда Леонского сформировалась мизогиния.
Соседи и одноклассники Леонского часто издевались над ним, называя «маменькиным сынком». В результате постоянных эмоциональных потрясений у старшего брата Эдварда случился нервный срыв и он на несколько лет попал в психиатрическую клинику.
После окончания школы Эдвард Леонский работал в службе доставки. В феврале 1941 года он добровольцем записался в Армию США. После вступления США во Вторую мировую войну Эдвард Леонский был направлен в составе 52-го батальона связи армии США в Мельбурн, куда прибыл 2 февраля 1942 года.
3 мая 1942 года в Альберт Парке в Мельбурне была найдена избитой и задушенной 40-летняя Иви Вайлет Маклеод. Наличные деньги и ценности были оставлены рядом с телом жертвы, поэтому полиция исключила версию ограбления. Также ей была исключена и версия изнасилования. 9 мая 1942 года была найдена задушенной 31-летняя Поулин Томпсон, свидетели рассказали, что последний раз видели женщину живой в компании улыбчивого молодого человека. 18 мая 1942 года в районе Мельбурнского университета была найдена мертвой 40-летния Гладис Хостинг. Свидетели также рассказали, что видели её последний раз живой в компании молодого человека, говорившего с американским акцентом. В ходе розыскных мероприятий полиции удалось выйти на след убийцы и задержать 24-летнего рядового 52-го батальона связи армии США Эдварда Леонского. Все свидетели опознали преступника, и ему были предъявлены обвинения в совершении 3 убийств женщин.
На суде Эдвард Леонский пытался симулировать невменяемость, рассказывая, что основным мотивом к совершению убийств женщин стало желание «получить их голоса», но в условиях военного времени никто не стал серьёзно разбираться и уже 17 июля 1942 года Эдвард Леонский был приговорен военным трибуналом к смертной казни через повешение. 1 ноября 1942 года командующий войсками США на Тихом Океане генерал Дуглас Макартур лично утвердил смертный приговор Эдварду Леонскому. 9 ноября 1942 Леонский был казнен в тюрьме Пентридж.

## В массовой культуре
- В 1986 году на экраны австралийских кинотеатров вышел фильм «Смерть солдата» о событиях 1942 года. Роль Эдварда Леонского исполнил Рэб Браун, который был номинирован на премию AACTA.